# Programa Nacional Biblioteca da Escola
O Programa Nacional Biblioteca da Escola (PNBE) foi criado pelo governo federal, em 1997, com o objetivo de promover o hábito da leitura e ampliar o acesso à cultura e à informação. O programa consiste na distribuição de acervos de obras de literatura, de pesquisa e de referência às escolas públicas do país. Operado pelo Fundo Nacional de Desenvolvimento da Educação (FNDE), autarquia vinculada ao Ministério da Educação, universalizou, em 2005, o atendimento, beneficiando todas as 136.389 escolas públicas brasileiras das séries iniciais – 1ª a 4ª séries, com ao menos um acervo contendo 20 títulos diferentes. Já, em 2008, de acordo com as diretrizes definidas pelo Plano de Desenvolvimento da Educação (PDE) passou a distribuir também acervos voltados à educação infantil e ao ensino médio.

## Funcionamento
O FNDE publica um edital no Diário Oficial da União estabelecendo as regras para inscrição e avaliação de obras. Explicita as normas para aquisição e prazo para apresentação das obras pelas editoras detentoras dos direitos autorais.
A avaliação e seleção das obras são realizadas por uma comissão com representantes do Conselho Nacional dos Secretários de Educação (Consed), da União Nacional dos Dirigentes Municipais de Educação (Undime), do Programa Nacional de Incentivo à Leitura (Proler) e de especialistas na área de leitura, literatura e educação de Universidades e do Ministério da Educação. A comissão é instituída anualmente por meio de portaria ministerial.
Após avaliação e seleção, inicia-se o processo de negociação com as editoras.
Terminada a negociação, são informados os quantitativos e locais de entrega para as editoras contratadas. A produção dos livros é acompanhada por técnicos da autarquia. Além disso, para garantir a qualidade, o FNDE firmou parceria com o Instituto de Pesquisas Tecnológicas (IPT), que tem a responsabilidade de coletar amostras e verificar se a qualidade dos livros está condizente com o que determina a Associação Brasileira de Normas Técnicas (ABNT), as normas ISO e os manuais de procedimento de ensaio pré-elaborados. 
O envio é feito diretamente pelas editoras às escolas ou a centros de mixagem para que possam ser montadas as coleções e enviadas às destinatárias. A distribuição é feita por meio de contrato com a Empresa Brasileira de Correios e Telégrafos (ECT). Para as escolas localizadas em áreas rurais, as coleções são encaminhadas às prefeituras ou às secretarias municipais de Educação e, posteriormente, entregues às escolas .